# Cleistanthus rufus
Cleistanthus rufus är en emblikaväxtart som först beskrevs av Joseph Dalton Hooker, och fick sitt nu gällande namn av Karl Gehrmann. Cleistanthus rufus ingår i släktet Cleistanthus och familjen emblikaväxter. Inga underarter finns listade i Catalogue of Life.